# Fangelejren ved Hald
Fangelejren ved Hald er en dansk dokumentarisk optagelse fra 1917 af ukendt instruktør.
Filmen indgår i Ugerevyen Danmark 7-8-9. 

## Handling
Første verdenskrig: Vue over krigsfangelejren ved Hald i Jylland om vinteren. Det er tilsyneladende mest østrigske soldater, der er krigsfanger her. Sygeplejerske passer sårede sengeliggende soldater. Sneboldkamp mellem krigsfangerne. Opholdsstue for officerer. Billeder af kejser Wilhelm og kejser Franz Joseph på væggen. Billard og avislæsning. I køkkenet. De meniges spisesal. Sygeafdelingen, stuegang med læge. Sygepleje. Fysioterapi for sårede soldater. Skomagerværksted. Ben lægges i gips. Værksteder. Teaterforestilling for soldaterne. Skovtur for tyske og østrigske soldater.